# Хари Блекстаф
Хенри Томас „Хари” Блекстаф (енгл. Henry Thomas "Harry" Blackstaffe; Излингтон, 28. јул 1868 — West Wickham, 22. август 1951) био је британски веслач, освајач златне медаље на 4. Олимпијским играма 1908. у Лондону. Веслао је у дисциплини скиф. 
Блекстаф је рођен у Излингтону (Лондон) и постао је месар. Био је дугогодишњи члан Веста веслачког клуба у Патнију, као и крос-тркач који је представљао Јужни Лондон на националном првенству. Као скифиста победио је девет пута на Лондону купу, Метрополитен регате.
У 1908. године је поново освојио Вингфиелд скул и његов девети Лондон куп, али је његов највећи успех био освајање златне медаље на Олимпијским играма, одржаним у Лондону 1908. године. Такмичио се у четрдесетој години, а његов противних у финалу Александер Мекалох био је млађи за 20 година. Финале се сматрало најбољом трком Олимпијске регате и било је неизвесно до последњих 50 метара, када Блекстаф постиже предност и постаје најстарији олимпијски победник у историји Олимпијских игара..
После ове победе, Блекстаф престаје са активним бављењем вестањем. Касније је дуго био потпредсеник Аматерског веслачког савеза.
Умро је у Вест Викаму у 83. години.